# Бретелин (Хунедоара)
Бретелин (рум. Bretelin) насеље је у Румунији у округу Хунедоара у општини Вецел. Oпштина се налази на надморској висини од 300 m.

## Историја
Према државном шематизму православног клира у Угарској, 1846. године парох у месу "Бретелин" био је поп Никола Поповић. Парохија је имала 27 православних породица, а ту је припадало још 43 фамилије из Керсеца и 32 из Вецела.

## Становништво
Према подацима из 2002. године у насељу је живело 52 становника, од којих су сви румунске националности.